# Tokuma Shoten
Tokuma Shoten Publishing Co., Ltd. (株式会社徳間書店, Kabushiki gaisha Tokuma Shoten; lit. 'Tokuma Bookstore')  és una editorial del Japó, amb seu a Shinagawa, Tòquio. L'empresa va ser fundada el 1954 per Yasuyoshi Tokuma a Minato, Tòquio. La cartera de productes de l'empresa inclou publicació musical, publicació de videojocs, pel·lícules, anime, revistes, manga i llibres.

Entre les empreses que formaven part de Tokuma Shoten hi ha Studio Ghibli, Daiei Film i el segell discogràfic Tokuma Japan Communications. Després de la mort del fundador de l'empresa, Yasuyoshi Tokuma, el 20 de setembre de 2000, es va dur a terme una gestió d'actius. Tokuma Shoten va dur a terme una escissió corporativa amb Studio Ghibli, convertint la divisió d'anime de l'empresa de nou en una empresa independent el 2005. Tokuma Shoten va vendre Tokuma Japan Communications a Daiichi Kosho l'octubre de 2001, i Daiei Films va ser comprada per Kadokawa Corporation el novembre de 2002.
Des del 2005, l'empresa s'ha racionalitzat per centrar-se únicament en la publicació de mitjans impresos i l'emissió de les seves propietats adaptades a la televisió i al cinema. El 17 de març de 2017, l'empresa va ser adquirida per Culture Convenience Club. L'acord es va completar a finals de març.

## Història
El març de 1954, Tokuma es va establir com a East-West Entertainment Publishing a Shimbashi 3-chome, Minato-ku, Tòquio, amb un capital d'1.000.000 de iens. L'empresa va assumir els drets de publicació de Weekly Asahi Performing Arts, una publicació que datava del gener de 1951. La sucursal d'Osaka va obrir el mateix any. El setembre de 1958, el nom de l'empresa va canviar a Asahi Performing Arts Publishing. L'abril de 1961, Asahi Performing Arts Publishing va escindir el seu negoci de publicació de llibres com a Tokuma Shoten. L'octubre de 1967, Asahi Performing Arts Publishing i Tokuma Publishing es van fusionar i van passar a anomenar-se Tokuma Shoten Company. El mateix mes, es va llançar el número mensual de Problem Novel.
El juliol de 1978 es va llançar la publicació mensual Animage, i l'octubre de 1980 es va llançar la marca Tokuma Bunko. El març de 1984, l'empresa va coproduir amb Hakuhodo Inc. un projecte que commemorava el 30è aniversari de l'empresa. L'empresa també va finançar pel·lícules de Studio Ghibli, començant per Nausicaa de la Vall del Vent. El febrer de 1988, l'empresa va llançar la sèrie d'anime La Llegenda dels Herois Galàctics de Yoshiki Tanaka. L'abril del mateix any es va estrenar El meu veí Totoro, i el setembre de 1988 es va llançar la publicació mensual GoodsPress.
El 1985, Tokuma Shoten va començar a publicar Family Computer Magazine, la primera revista de videojocs dedicada als jocs de consola, concretament a la videoconsola, Family Computer (Famicom) de Nintendo, que més tard es va publicar com a Nintendo Entertainment System (NES) a Occident. Va començar com una revista mensual, amb una circulació que va augmentar de 180.000 exemplars al juliol a 600.000 al desembre de 1985. El 1986, es va convertir en una revista quinzenal que venia més d'1 million d'exemplars per número. Va inspirar imitadors com ara Famicom Tsūshin (Famitsu) el 1986 i Nintendo Power el 1988. L'octubre de 1985, Tokuma Shoten va publicar Super Mario Bros: The Complete Strategy Guide, una guia d'estratègia de jocs per a Super Mario Bros. Reciclava parcialment contingut de Family Computer Magazine, a més de contingut nou escrit per Naoto Yamamoto, que no rebia drets d'autor pel seu treball. El llibre va vendre 630.000 còpies el 1985, convertint-se en el llibre més venut al Japó de l'any. El llibre va arribar a vendre 860.000 còpies el gener de 1986, i va tornar a convertir-se en el llibre més venut al Japó de 1986, venent un total d' 1.3 million de còpies. Nintendo of America el va traduir més tard a l'anglès com a How to win at Super Mario Bros. i el va publicar a Amèrica del Nord a través del Nintendo Fun Club i els primers números de la revista Nintendo Power.
El 1989, Tokuma Shoten va contractar Streamline Pictures per produir la versió en anglès de la pel·lícula de 1986 El castell al cel, dirigida per Hayao Miyazaki, i el doblatge en anglès de 1992 d'El castell de Cagliostro. El 1988, Streamline també va doblar El meu veí Totoro i Kiki, l'aprenent de bruixa, ambdues doblades sota la supervisió de Gregory Snegoff per a Tokuma Shoten, tot i que aquesta col·laboració només es va utilitzar com a pel·lícules en vol per Japan Airlines, que en aquell moment les va llicenciar a Tokuma Shoten. La companyia aèria va mostrar les pel·lícules durant els seus vols entre el Japó i els Estats Units. El maig de 1994, l'empresa va llançar un llibre infantil d'il·lustracions i literatura com a projecte commemoratiu del 40è aniversari.
L'agost de 1996, Disney i Tokuma Shoten van formar una associació en la qual Buena Vista Pictures seria l'únic distribuïdor internacional de les pel·lícules d'animació de l'Studio Ghibli de Tokuma Shoten. Des de llavors, les tres pel·lícules de Miyazaki a l'Studio Ghibli esmentades anteriorment que anteriorment havien estat doblades per Streamline han estat redesignades per Disney. L'1 de juny de 1997, Tokuma Shoten Publishing va consolidar les seves operacions multimèdia fusionant Studio Ghibli, el programari Tokuma Shoten Intermedia i Tokuma International en una sola ubicació. El febrer de 1999, es va celebrar la cerimònia de lliurament del premi commemoratiu del 30è aniversari de la novel·la, al 19è Premi de Ciència-ficció del Japó, amb una cerimònia de lliurament de premis d'una novel·la curta etiquetada com a Premi Literari Tokuma. El juliol de 2001 es va estrenar El viatge de Chihiro. Va batre nombrosos rècords i es va convertir en la pel·lícula més reeixida durant aquella època de la història japonesa, recaptant més de 289 milions de dòlars a tot el món. El novembre de 2004 es va estrenar El castell ambulant de Howl. Juntament amb la pel·lícula, el llibre original del mateix nom va ser un èxit. Entre 1999 i 2005, Studio Ghibli va ser una marca filial de Tokuma Shoten, però aquesta col·laboració va acabar l'abril de 2005, quan Studio Ghibli es va separar de Tokuma Shoten i es va restablir com a empresa independent amb una seu traslladada.
El setembre de 2006 es va llançar la publicació mensual Comic Ryu. L'octubre de 2006, Weekly Asahi Performing Arts va celebrar el seu 50è aniversari. El maig de 2007, la sèrie d'animació de televisió Dennou coli va entrar en producció, i el maig de 2011, Long Blessed Diet (sèrie Ryosuke Miki) de Rongu Blessing va produir un total acumulat d'1,16 milions de visualitzacions. El gener de 2012 es va llançar la publicació mensual Volt, i el setembre de 2012, Sweet Girly Artbook Larme . L'abril de 2013, el drama de televisió Tokimeki Deka Tachibana, basat en l'original de Tokuma Comics Sakado by Sadako, i Torii Tori Drawing es van emetre a TV Tokyo com a sèrie. El juny de 2013, el drama de Tokuma Bunko Traffic de Shibata Yoshiki es va emetre a NHK. El maig de 2014, la companyia va estrenar la pel·lícula Wood Job! ~ Original God of Dreams a tot el país. També es va publicar God's Honorable Emotional Daily de Miura Shin. El juliol de 2015 es va emetre la sèrie animada de Comic Ryo TV , Monster Musume no daily life.
El gener de 2017, Tokuma Bunko va estrenar el drama Today is a good day de Maha Harada, que es va emetre a WOWOW. El març de 2017, Tokuma Shoten es va convertir en una filial de Culture Convenience Club mitjançant un intercanvi d'accions. L'abril de 2017 es va emetre la sèrie d'animació de televisió original de Comic Ruy, Alice and Kura Six, de Tetsuya Imai. El juliol de 2017, es va emetre a WOWOW el drama de Tokuma Bunko, Akira and Akira, d'Ike Well Jun. Es va emetre la sèrie d'animació de televisió original de Comic Ryu, Centaur's Trouble, de Kei Murayama.